# 노명완
노명완(盧明完, 1948년 11월 5일 ~ )은 대한민국의 국문학자 겸 언어학자이자 대학 교수 겸 저술가이다. 본관은 교하(交河)이다.
고려대학교 교수(2006년 8월 사퇴)를 지낸 그는 한국교육개발원 국어교육연구실 실장 등을 지내면서 대한민국 국어교육학 연구에 전력 및 기여한 이로도 널리 잘 알려져 있다.

## 대표 전력
- 숭실대학교 석좌교수
- 인하대학교 석좌교수
- 前 고려대학교 교수
- 前 서울대학교 교수
- 前 연세대학교 강사

## 생애

### 주요 경력
- 한국어교육학회 회장
- 서울대학교 국어교육학과 교수(1984년 ~ 1987년)
- 연세대학교 심리학과 강사(1985년 ~ 1986년)
- 고려대학교 국어교육학과 교수(1987년 ~ 2006년)
- 고려대학교 사회교육원 원장(1993년 ~ 2006년)
- 한국교육개발원 국어교육연구실 수석연구원
- 한국교육개발원 국어교육연구실 수석차장
- 한국교육개발원 국어교육연구실 실장

### 학력
- 서울교동국민학교 졸업(1961년)
- 서울중학교 졸업(1964년)
- 경복고등학교 졸업(1967년)
- 서울대학교 국어교육학과 학사(1971년)
- 서울대학교 대학원 교육학 석사(1977년)
- 미국 일리노이 대학교 대학원 심리학 박사(1984년)

## 저서

### 저술
- 《대한민국 언어의 역사성과 사회성》(1995년 12월 6일)
- 《문식성 연구》(2002년 10월 10일)
- 《문식성 교육 연구》